# クリーブランド監禁事件
クリーブランド監禁事件は、2013年にアメリカ合衆国オハイオ州のクリーブランドで発覚した誘拐監禁事件。
2002年から2004年にかけて行方不明になった女性3人が、監禁されていた家から約10年ぶりに救出された。容疑者として逮捕された男は被害者宅の近隣地区に住むスクールバス運転手の男だった。被害者のひとりが監禁中に生んだ6歳の子供も一緒に保護され、DNA鑑定により容疑者との子であることが確認された。

## 事件発覚
2013年5月6日、クリーブランド市シーモア通り2207番地の家から助けを求めて叫ぶ女性の声に近所の住民が気づいた。若い女性が家から脱出しようともがいていたため、住民がドアを蹴破って助け出したところ、女性と幼女が出てきた。女性は隣家から警察に電話し、16歳だった2003年4月21日の仕事帰りにヒスパニック系の男に誘拐され、監禁されていたと語り、他にも被害者がいると通報。警察が駆けつけ、52歳の男を逮捕した。容疑者の兄と弟も逮捕されたが、後日二人は無関係であることがわかり、釈放された。
同家から救出された他の2名の被害者も、長年行方不明になっていた女性とわかった。ひとりは、21歳の2002年8月23日に、もうひとりは14歳の2004年4月2日に同じ犯人によって誘拐され監禁されていた。容疑者宅は、被害者たちの自宅から約5kmの位置にあり、行方不明時には容疑者自身が捜索のボランティアもしていた。

## 容疑者
逮捕されたアリエル・カストロは、1960年生まれのスクールバス運転手で、逮捕当時52歳だった。近隣住民からはおおむね評判はよく、社交的で音楽好きだったと言われる。
両親はプエルトリコからの移民で、9人兄弟のひとりとして育った。1979年に地元の高校を卒業し、1980年代に結婚、1991年に地元の学校区のスクールバス運転手として働きはじめ、1992年に、12,000ドル（当時の平均レートで約152万円）で事件現場となった家を購入した。この家は、2階建てで寝室が4つ、広さ130m2の家で、地下室があった。1993年に妻への暴力で逮捕されたが、起訴されず釈放された。1996年に妻が4人の子供たちを連れて家を出たが、その後も妻への脅迫が続いたため、2005年に妻が家庭裁判所へ訴え、接見禁止処置が数か月間取られた。2012年には、度重なる就業不良（交通違反や、子供をバスに乗せたまま買い物や昼食を取ったり、など）で、解雇されていた。家は常に厳重に施錠されており、家族も容易に入ることはできなかった。
2013年5月8日、誘拐と強姦の容疑で逮捕された。800万ドル（約8億円）の保釈金が設定されている。容疑者は女性たちが妊娠するたびに腹を蹴るなどして暴行を加え、流産させたと言われており、加重殺人の罪でも訴追されると見られている。
2013年8月1日、暴行など977件の罪に問われていた裁判で、仮釈放なしの終身刑と禁錮1000年の刑を言い渡された。司法取引が行なわれ、死刑は回避された。
刑務所の独房に収容されていたが、2013年9月3日に首を吊り死亡しているのが見つかった。

## 警察への批判
被害者宅近くの場所に10年も監禁されていたにもかかわらず早期に発見できなかったことに対し、捜査体制の不備に対する批判が集まった。捜索願により被害者たちが全米の不明者データベースに掲載されたものの、途中でデータベースから抹消された時期があり、警察の捜索活動は停止していた。
2011年11月には、乳児を抱いて泣いている被害者が近所の住民に目撃され、警察が調べたものの、監禁発見に至らず、これ以外にも住民からたびたび同様の通報があったという。同地区は黒人やヒスパニック系が多く住む貧しい地区で、容疑者宅の裏庭で裸の女性がいたと近隣住民が警察に通報しても、警察は家の中までは調べなかったと報道されており「中流層が住む郊外で起きていたら、警察はもっと真剣に対処していたはずだ」とも言われている。